# 密苞鸢尾兰
密苞鸢尾兰（学名：Oberonia variabilis）为兰科鸢尾兰属下的一个种。其种加词“variabilis”意为“变化的”。